# You've Come a Long Way, Baby
You`ve Come a Long Way, Baby — другий студійний альбом британського ді-джея і музиканта Фетбой Сліма. Випущений лейблом «Skint Records» 12 жовтня 1998 року. У Сполучених Штатах виданий лейблом «Astralwerks» через 8 днів після британського релізу. Назва альбому за аналогією з «Better Living Through Chemistry» — теж рекламне гасло (сигарет «Virginia Slims»). Зображення на британській версії альбому — гладкий чоловік (такий собі Марк Джонсон, як вказано у буклеті альбому) у футболці з написом «I`m #1 SO WHY TRY HARDER», на американській версії — платівки на полицях. На обкладинці видно наліпку «Parental Advisory» — таку категорію альбом отримав через трек «In Heaven», у якому DJ Freddy Fresh 108 разів сказав слово «fuckin`». У 2000 році британський музичний часопис Q опублікував список 100 великих британських альбомів, у якому альбом «You`ve Come A Long Way, Baby» посів 81 позицію.

## Список композицій
1. «Right Here, Right Now» (Fatboy Slim/Peters/Walsh) — 6:27
2. «The Rockafeller Skank» (Barry/Fatboy Slim/Terry) — 6:53
3. «Fucking In Heaven» (Fatboy Slim) — 3:54 (3:47 у редагованій версії)
4. «Gangster Tripping»  (Davis/Dust Junkys/Fatboy Slim) — 5:20
5. «Build It Up — Tear It Down» (Fatboy Slim) — 5:05
6. «Kalifornia» (Fatboy Slim/Mr. Natural) — 5:53
7. «Soul Surfing» (Fatboy Slim/Nelson/Smith) — 4:56
8. «You're Not from Brighton» (Fatboy Slim) — 5:20 (використані семпли з Insane In The Brain гурту Cypress Hill)
9. «Praise You» (Fatboy Slim/Yarbrough) — 5:23
10. «Love Island» (Fatboy Slim) — 5:18
11. «Acid 8000» (Fatboy Slim) — 7:28

### Бонус-трек австралійської версії
1. «How Could They Hear Us» (Fatboy Slim) — 5:07[1]

### Бонус-трек японської версії
1. «The World Went Down» — 6:41[1]

### Бонус диск
1. «Everybody Loves a Carnival» (Radio Edit)
2. «Michael Jackson»
3. «Next to Nothing»
4. «Es Paradis»

### Сингли
- «The Rockafeller Skank» (18 червня 1998; UK #6; US #72)
- «Gangster Trippin» (5 жовтня 1998; UK #3)
- «Praise You» (4 січня 1999; UK #1; US #36)
- «Right Here Right Now» (19 квітня 1999; UK #2)
- «Build It Up — Tear It Down» (1999; UK)